# 1815 في المملكة المتحدة
فيما يلي قوائم الأحداث التي وقعت خلال عام 1815 في المملكة المتحدة.

## ظهور
- 1 يناير – إيما رواية من تأليف جاين أوستن.

## مواليد

### يناير
- 11 يناير – جون ماكدونالد[1]
- 26 يناير – آرثر ماك آرثر[2]

### أبريل
- 1 أبريل – جورج برسي بادجر مبشّر من المملكة المتحدة.[3]
- 8 أبريل – أندرو غراهام عالم فلك أيرلندي.

### مايو
- 5 مايو – جون جورج شامبيون
- 18 مايو – كاثرين غيج عالمة نبات أيرلندية.

### أغسطس
- 5 أغسطس – إدوارد جون أير مستكشف أسترالي.[4]
- 6 أغسطس – بنيامين هيرشيل باباج سياسي أسترالي.[5]

### سبتمبر
- 7 سبتمبر – جون مكدوال ستيوارت مستكشف بريطاني.[6]

### نوفمبر
- 2 نوفمبر – جورج بول[7]

### ديسمبر
- 10 ديسمبر – آدا لوفلايس عالمة رياضيات إنجليزية، تعتبر أول مبرمجة حاسوب.[8]

## وفيات

### فبراير
- 22 فبراير – سميثسون تينانت (مواليد 1761) كيميائي بريطاني.[9]

### أبريل
- 10 أبريل – وليام ركسبورغ (مواليد 1751)[10]

### يونيو
- 1 يونيو – جيمس جيلري (مواليد 1756)[11]